# Aršansko-Mohylevská rovina
Aršansko-Mohylevská rovina (bělorusky Аршанска-Магілёўская раўніна, rusky Оршанско-Могилёвская равнина) je fyzickogeografický region, který se rozkládá v Mohylevské oblasti a na jihovýchodě Vitebské oblasti v Bělorusku. Táhne se od severozápadu k jihovýchodní v šířce více než 200 km a od západu na východ od 50 km do 120 km. Absolutní výška se pohybuje v rozmezí 150 až 200 m.
Aršansko-Mohylevská rovina hraničí s Aršanskou vysočinou, Horacko-Mscislaŭskou vysočinou a Centralnabjarezinskou rovinou. Průměrné převýšení oproti sousedním rovinám na západě a jihu je 40 až 50 m.